# Let 3
Let 3 este o formație de muzică rock din Rijeka, Croația, fondată în 1987. Membrii acesteia sunt Damir „Mrle” Martinović (născut la 15 iulie 1961) și Zoran „Prlja” Prodanović (născut la 18 decembrie 1964). Foarte populară în fosta Iugoslavie, trupa este cunoscută pentru abordarea originală a muzicii rock și pentru spectacolele lor obscene live. Cântecele lor conțin adesea versuri provocatoare și vulgare. Ei au reprezentat Croația la Eurovision Song Contest 2023 cu piesa „Mama ŠČ!⁠(d)” .

## Istoric
Let 3 a fost formată în Rijeka la sfârșitul anilor 1980. Formația și-a câștigat repede o reputație pentru spectacolele lor fără precedent, controversate și uneori obscene, exemplificând natura eclectică a scenei muzicale din Rijeka. Membrii formației și-au exprimat sprijinul pentru cauze liberale, cum ar fi drepturile femeilor și ale comunității LGBT, și au adoptat o poziție vocală împotriva politicii conservatoare și a Bisericii Catolice.
În 1997, formația a lansat al cincilea album, intitulat "Nečuveno" (tradus ca 'Scandaloasă' sau 'Neauzită'). Acesta era gol, nu cuprindea nicio melodie. Cu toate acestea, s-au vândut 350 de exemplare ale albumului. Doar o copie a următorului lor album, "Jedina" (tradus ca 'Singura'), a fost realizată inițial; formația a refuzat să-l vândă sau să-l distribuie. Compania de înregistrări a lansat în cele din urmă albumul în versiuni ușor diferite. Ca protest, formația a simulat o execuție fictivă prin plutonul de execuție pe Piața Ban Jelačić din Zagreb.
La sfârșitul anului 2000, formația a dezvăluit o statuie înaltă de patru metri, intitulată "Babin kurac" (tradus ca 'Penisul bunicii'), care înfățișează o femeie cu o mustață de potcoavă și un falus lung de un metru. Statuia a fost expusă în diverse orașe din Croația.
În 2005, Let 3 a lansat single-ul "Rado ide Srbin u vojnike (Pička)" (tradus ca 'Sârbul se înrolează bucuros în armată (Pizdă)'), o parodie a cântecului patriotic sârb "Rado ide Srbin u vojnike". În videoclipul muzical al cântecului, figuranții îmbrăcați în costume naționale sârbe și albaneze sunt surprinși masturbându-se. Single-ul a fost inclus pe albumul de studio "Bombardiranje Srbije i Čačka", care parodiază machismo-ul și militarismul balcanic. Formația a declarat: "Am vrut să creăm un album despre ceea ce oamenii de aici se tem cel mai mult; mai exact, sărăcia rurală... și pornografia".
În decembrie 2006, formația a fost sancționată de poliție după ce au cântat dezbrăcați la un concert în aer liber în Varaždin. Apărarea formației că nu au fost dezbrăcați pentru că aveau dopuri în anusuri nu a convins judecătorul; instanța i-a găsit vinovați și i-a amendat pe fiecare membru cu 350 de kune (47,78 euro). Pe 14 decembrie 2008, emisiunea de talk-show live "Nedjeljom u dva" a fost întreruptă de către gazdă după ce doi membri ai formației au simulat expulzarea unui dop din recturile lor.
La 9 decembrie 2022, Let 3 a fost anunțată ca unul dintre cei optsprezece participanți la Dora 2023, selecția națională croată pentru Concursul Muzical Eurovision 2023, cu cântecul "Mama ŠČ!". Pentru interpretarea lor, au fost însoțiți de artistul Žanil Tataj Žak în calitate de personaj "Njinle" (însemnând 'Lenin' în Șatrovački). Au câștigat competiția în mod covârșitor, acumulând un total de 279 de puncte, obținând astfel dreptul de a reprezenta Croația la Concursul Muzical Eurovision 2023 din Liverpool, Regatul Unit. Au interpretat în prima semifinală la 9 mai 2023, clasându-se pe locul opt și calificându-se astfel pentru finală, unde au ocupat în cele din urmă locul 13 cu un scor de 123 de puncte.

## Discografie
- 1989 – Two Dogs Fuckin'⁠(d)
- 1991 – El Desperado⁠(d)
- 1994 – Peace
- 1996 – Živi kurac
- 1997 – Nečuveno
- 2000 – Jedina
- 2005 – Bombardiranje Srbije i Čačka
- 2008 – Živa pička
- 2013 – Kurcem do vjere
- 2016 – Angela Merkel sere